# Blenorrea
La blenorrea è la perdita di secrezioni mucose a livello degli organi genitali femminili, specialmente l'uretra e la vagina. Il termine blenorragia, che indica un eccesso di queste perdite (spesso causato da una specifica malattia venerea), è anche usato, per antonomasia, come sinonimo di gonorrea (uno dei segni clinici principali della gonorrea è proprio la blenorragia).